# Titularerzbistum Caesarea in Cappadocia
Caesarea in Cappadocia (ital.: Cesarea di Capadocia) ist ein Titularerzbistum der römisch-katholischen Kirche.
Es geht zurück auf ein früheres Bistum der antiken Stadt Kaisareia (heute Kayseri) in der römischen Provinz Cappadocia Prima im Zentrum Kleinasiens.
| Titularerzbischöfe von Caesarea in Cappadocia |                              |                                                                       |                    |                   |
| Nr.                                           | Name                         | Amt                                                                   | von                | bis               |
| 1                                             | Heinrich Kalteisen           | vorher Erzbischof von Nidaros (Norwegen)                              | 1458               | 2. Oktober 1464   |
| 2                                             | François de Rye              | Koadjutorerzbischof von Besançon (Frankreich)                         | 1626               | 18. August 1636   |
| 3                                             | Federico Baldeschi Colonna   | Apostolischer Nuntius in der Schweiz Kurienerzbischof                 | 6. Juli 1665       | 28. Januar 1675   |
| 4                                             | Savo Millini (Savio Mellini) | Apostolischen Nuntius in Spanien                                      | 17. Juni 1675      | 22. Dezember 1681 |
| 5                                             | Giacomo Cantelmo             |                                                                       | 27. September 1683 | 10. April 1690    |
| 6                                             | Lorenzo Casoni               |                                                                       | 3. März 1690       | 25. Juni 1706     |
| 7                                             | Giorgio Spinola              | Apostolischer Nuntius in Österreich                                   | 1. Juni 1711       | 20. Januar 1721   |
| 8                                             | Prospero Marefoschi          |                                                                       | 3. Februar 1721    | 29. Januar 1725   |
| 9                                             | Jean Claude Sommier          |                                                                       | 29. Januar 1725    | 5. Oktober 1737   |
| 10                                            | Ignazio Michele Crivelli     |                                                                       | 30. September 1739 | 29. Februar 1768  |
| 11                                            | Luigi Valenti Gonzaga        | Apostolischer Nuntius in der Schweiz Apostolischer Nuntius in Spanien | 9. Juli 1764       | 30. März 1778     |
| 12                                            | Giovanni Pignatelli          | emeritierter Erzbischof von Anglona-Tursi (Italien)                   | 1. März 1779       |                   |
| 13                                            | Antonio Maria Trigona        | emeritierter Erzbischof von Messina (Italien)                         | 17. Dezember 1819  | 1835              |
| 14                                            | Antonio Buglione             | Koadjutorerzbischof von Conza-Campagna (Italien)                      | 11. September 1894 | 18. Oktober 1896  |
| 15                                            | Augusto Silj                 | Päpstlicher Almosenier Vize-Kämmerer der Apostolischen Kammer         | 22. Dezember 1906  | 15. Dezember 1919 |
| 16                                            | Vincenzo Pulisic             | emeritierter Erzbischof von Zadar (Jugoslawien)                       | 2. April 1922      | 6. Februar 1936   |
| 17                                            | Eugène-Jacques Grellier      | emeritierter Bischof von Laval (Frankreich)                           | 15. Juni 1936      | 23. Februar 1939  |
| 18                                            | Giuseppe Misuraca            | Apostolischer Nuntius in Venezuela                                    | 2. Juli 1941       | 4. Juni 1962      |
| 19                                            | Pietro Palazzini             | Sekretär der Kongregation für den Klerus Kurienerzbischof             | 28. August 1962    | 5. März 1973      |

## Weblink
- Eintrag zu Titularerzbistum Caesarea in Cappadocia auf catholic-hierarchy.org